# Лотоцький Олег Васильович
Олег Васильович Лотоцький — український військовик, майор, колишній 1-го батальйону 24-ої бригади, колишній начльник штабу 1 ОШБ «Вовки Да Вінчі» 67 ОМБр Збройних сил України, учасник російсько-української війни, лицар Ордена Богдана Хмельницького ІІІ ступеня.

## Життєпис
Народився у 1996 році в місті Броди . Через те, що в місті розташована льотна бригада зацікавився військовою справою. Закінчив Національну академію сухопутних військ імені гетьмана Петра Сагайдачного у 2017-му році. Служить у війську з березня 2017 року. Відразу разом з побратимом Юрієм Капустяком потрапили в Попасну . У 2018-му році нагороджений Орденому Богдана Хмельницького ІІІ ступеня указом президента України №408/2018 .